# Кайбаб (индейская резервация)
Кайбаб (англ. Kaibab Indian Reservation) — индейская резервация племени южные пайюты, расположенная на Юго-Западе США в северо-западной части штата Аризона.

## История
Традиционные земли южных пайютов простирались более чем на 960 км вдоль реки Колорадо. В 1865 году федеральные индейские агенты начали официально удалять южных пайютов со своих земель в резервации.
Индейская резервация Кайбаб была создана исполнительным указом президента США Вудро Уилсона 11 июня 1913 года.

## География
Резервация расположена  на северо-западе Аризоны в северо-восточной части округа Мохаве и на северо-западе округа Коконино. Национальный памятник Пайп-Спринг находится в юго-западной части резервации. Большое разнообразие высот в резервации означает, что климат варьируется от полузасушливого до альпийского.
Общая площадь Кайбаб составляет 489,31 км², из них 489,29 км² приходится на сушу и 0,02 км² — на воду. Административным центром резервации является город Фредония.

## Демография

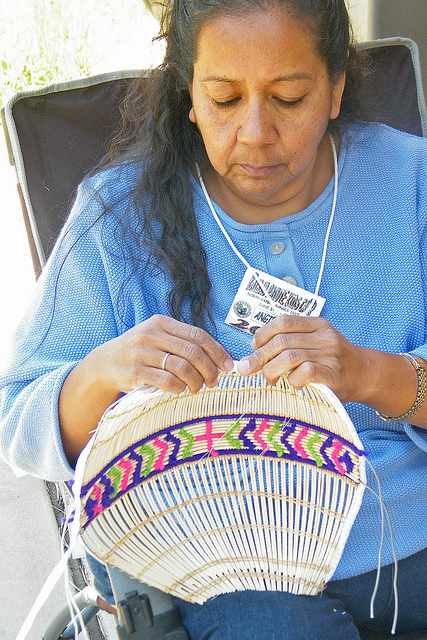
Энджи Буллеттс плетёт колыбельную люльку, Аризона, 2011 г.

### 2000 год
Согласно федеральной переписи населения 2000 года в резервации проживало 196 человек, насчитывалось 65 домашних хозяйств и 88 жилых домов. Плотность населения составляла 0,39 чел./км².  Расовый состав по данным переписи распределился следующим образом: 23,5 % белых, 66,8 % индейцев, 4,6 % представителей других рас и 5,1% представителей двух или более рас, при этом лица, идентифицирующие себя как афроамериканцы, азиаты или жители тихоокеанских островов, отсутствовали. Испаноязычные  или латиноамериканцы составляли 10,2% населения независимо от расы.
Из 65 домашних хозяйств в 61,5 % — воспитывали детей в возрасте до 18 лет, 36,9 % — представляли собой совместно проживающие супружеские пары, в 32,3 % — проживали женщины-домохозяйки без мужа, и 24,6 % — не имели семей. 23,1 % домохозяйств состояли из одного человека, и в 1,5 % проживал один человек в возрасте 65 лет и старше.
Население резервации по возрастному диапазону распределилось следующим образом: 44,4 % — жители младше 18 лет, 9,7 % — от 18 до 24 лет, 24,5 % — от 25 до 44 лет, 19,9 % — от 45 до 64 лет, и 1,5 % — в возрасте 65 лет и старше. На каждые 100 женщин приходилось 73,45 мужчин.
Средний доход на одно домашнее хозяйство в индейской резервации составлял 20 000 доллара США, а средний доход на одну семью — 21 250 долларов. Мужчины имели средний доход в 22 000 долларов в год против 16 607 долларов среднегодового дохода у женщин.  Доход на душу населения в резервации составлял 7 951 доллар в год. Около 29,69 % семей и 31,65 % всего населения находились за чертой бедности.

### 2020 год
Согласно федеральной переписи населения 2020 года в резервации проживало 221 человек, насчитывалось 90 домашних хозяйств и 99 жилых дома. Средний доход на одно домашнее хозяйство в индейской резервации составлял 33 214 долларов США. Около 39,8 % всего населения находились за чертой бедности, в том числе 65,1 % тех, кому ещё не исполнилось 18 лет, и 33,3 % старше 65 лет.
Расовый состав распределился следующим образом: белые — 18 чел., афроамериканцы — 7 чел., коренные американцы (индейцы США) — 182 чел., азиаты — 0 чел., океанийцы — 0 чел., представители других рас — 2 чел., представители двух или более рас — 12 человек; испаноязычные или латиноамериканцы любой расы составили 14 человек. Плотность населения составляла 0,45 чел./км².

## Экономика
Из-за своего расположения в живописной части на севере Аризоны экономика резервации сосредоточена в основном вокруг туризма и животноводства. Единственной трудоёмкой отраслью в резервации является племенное правительство, которое также служит основным работодателем.
Большинство предприятий в индейской резервации Кайбаб принадлежат и управляются племенем. Они включают центр посетителей в Национальном памятнике Пайп-Спринг, магазин и заправочную станцию, которой управляет племя, а также парк и палаточный лагерь. Племя также занимается сельским хозяйством и владеет фруктовым садом на 1 300 деревьев.

## Комментарии
1. ↑  Сам город не входит в состав резервации, а является лишь штаб-квартирой племени.